# Hayastani Ankaxowt'yan Gavat' 2004
La Hayastani Ankaxowt'yan Gavat' 2004 (conosciuta anche come Coppa dell'Indipendenza) è stata la 13ª edizione della Coppa nazionale armena. Il torneo è iniziato il 10 marzo con il turno preliminare e si è concluso il 9 maggio 2004. Il Pyunik Erevan ha vinto la coppa per la terza volta battendo in finale il Banants.

## Ottavi di finale
Gli incontri di andata si disputarono il 14 e 15 mentre quelli di ritorno il 18 e 19 marzo 2004.
| Squadra 1                 | Totale | Squadra 2              | Andata | Ritorno |
| ------------------------- | ------ | ---------------------- | ------ | ------- |
| Pyunik-2 Erevan           | 0 - 8  | Pyunik Erevan          | 0 - 3  | 0 - 5   |
| Kilikia Erevan            | 13 - 0 | Dinamo FA Erevan       | 10 - 0 | 3 - 0   |
| Araks Ararat              | 6 - 5  | Zenit Charentsavan     | 2 - 1  | 4 - 4   |
| Mika Ashtarak             | 11 - 0 | Banants-2 Erevan       | 8 - 0  | 3 - 0   |
| Banants                   | 3 - 1  | Vagharshapat Ejmiatsin | 2 - 0  | 1 - 1   |
| Mika-2 Ashtarak           | 1 - 4  | Kotayk Abovyan         | 0 - 2  | 1 - 2   |
| Dinamo-Zenit Charentsavan | 3 - 5  | Ararat Erevan          | 0 - 1  | 3 - 4   |
| Shirak Giumri             | 5 - 0  | Lokomotiv Erevan       | 2 - 0  | 3 - 0   |

## Quarti di finale
Gli incontri di andata si disputarono il 22 e 23 mentre quelli di ritorno il 26 e 27 marzo 2004.
| Squadra 1      | Totale | Squadra 2     | Andata | Ritorno |
| -------------- | ------ | ------------- | ------ | ------- |
| Kilikia Erevan | 0 - 8  | Pyunik Erevan | 0 - 1  | 0 - 7   |
| Mika Ashtarak  | 6 - 0  | Araks Ararat  | 3 - 0  | 3 - 0   |
| Kotayk Abovyan | 2 - 5  | Banants       | 1 - 2  | 1 - 3   |
| Shirak Giumri  | 3 - 2  | Ararat Erevan | 3 - 0  | 0 - 2   |

## Semifinale
Gli incontri di andata si disputarono il 3 mentre quelli di ritorno il 21 aprile 2004.
| Squadra 1     | Totale | Squadra 2     | Andata | Ritorno |
| ------------- | ------ | ------------- | ------ | ------- |
| Pyunik Erevan | 4 - 2  | Mika Ashtarak | 0 - 0  | 4 - 2   |
| Shirak Giumri | 2 - 3  | Banants       | 2 - 0  | 0 - 3   |

## Finale
La finale si svolse il 9 maggio 2004. Il Pyunik ha vinto ai rigori dopo che la partita si concluse 0-0 ai tempi supplementari
| Erevan 9 maggio 2004 | Pyunik Erevan    | 6 – 5 | Banants | Hanrapetakan Stadium (10.000 spett.)\| Arbitro: \| Karen Nalbandian \| |
| Arbitro:             | Karen Nalbandian |       |         |                                                                        |